# Montebello sul Sangro
Montebello sul Sangro ist eine italienische Gemeinde (comune) mit 87 Einwohnern in der Provinz Chieti in den Abruzzen. Sie liegt etwa 42 Kilometer südsüdöstlich von der Provinzhauptstadt Chieti entfernt und gehört zur Comunità Montana Valsangro. Bis ins späte 20. Jahrhundert hinein wurde die Gemeinde Buonanotte genannt, während sie in der Frühzeit – zwischen dem 11. und 12. Jahrhundert – noch Malanotte hieß.